# Зірса батарея
Батаре́я Зірса — ідея в шаховій композиції. Суть ідеї — гра кінної білої батареї, в якій кінь, який на першому ході відкрив батарею, в наступному ході грає ще раз, нападаючи на чорного короля.

## Історія
Ідею запропонував у середині ХХ століття німецький шаховий композитор Теодор Зірс (02.04.1910 — 06.11.1991).
В позиції задачі створена кінна батарея. Перший тематичний хід робить кінь, він відкриває батарею. В кожному варіанті захисту чорних білий кінь знову робить хід з нападом на чорного короля.
Ідея дістала назву — батарея Зірса.
|   | a | b | c | d | e | f | g | h |   |
| 8 | b7 чорний пішак · d7 білий король · g7 чорний пішак · h7 чорна тура · g6 білий слон · h6 чорний пішак · b5 чорний пішак · d5 чорний пішак · e5 чорний пішак · f5 білий кінь · h5 білий пішак · e4 чорний король · f4 чорний пішак · c3 біла тура · f3 чорний пішак · b2 чорна тура · d2 білий слон · h2 чорний кінь | b7 чорний пішак · d7 білий король · g7 чорний пішак · h7 чорна тура · g6 білий слон · h6 чорний пішак · b5 чорний пішак · d5 чорний пішак · e5 чорний пішак · f5 білий кінь · h5 білий пішак · e4 чорний король · f4 чорний пішак · c3 біла тура · f3 чорний пішак · b2 чорна тура · d2 білий слон · h2 чорний кінь | b7 чорний пішак · d7 білий король · g7 чорний пішак · h7 чорна тура · g6 білий слон · h6 чорний пішак · b5 чорний пішак · d5 чорний пішак · e5 чорний пішак · f5 білий кінь · h5 білий пішак · e4 чорний король · f4 чорний пішак · c3 біла тура · f3 чорний пішак · b2 чорна тура · d2 білий слон · h2 чорний кінь | b7 чорний пішак · d7 білий король · g7 чорний пішак · h7 чорна тура · g6 білий слон · h6 чорний пішак · b5 чорний пішак · d5 чорний пішак · e5 чорний пішак · f5 білий кінь · h5 білий пішак · e4 чорний король · f4 чорний пішак · c3 біла тура · f3 чорний пішак · b2 чорна тура · d2 білий слон · h2 чорний кінь | b7 чорний пішак · d7 білий король · g7 чорний пішак · h7 чорна тура · g6 білий слон · h6 чорний пішак · b5 чорний пішак · d5 чорний пішак · e5 чорний пішак · f5 білий кінь · h5 білий пішак · e4 чорний король · f4 чорний пішак · c3 біла тура · f3 чорний пішак · b2 чорна тура · d2 білий слон · h2 чорний кінь | b7 чорний пішак · d7 білий король · g7 чорний пішак · h7 чорна тура · g6 білий слон · h6 чорний пішак · b5 чорний пішак · d5 чорний пішак · e5 чорний пішак · f5 білий кінь · h5 білий пішак · e4 чорний король · f4 чорний пішак · c3 біла тура · f3 чорний пішак · b2 чорна тура · d2 білий слон · h2 чорний кінь | b7 чорний пішак · d7 білий король · g7 чорний пішак · h7 чорна тура · g6 білий слон · h6 чорний пішак · b5 чорний пішак · d5 чорний пішак · e5 чорний пішак · f5 білий кінь · h5 білий пішак · e4 чорний король · f4 чорний пішак · c3 біла тура · f3 чорний пішак · b2 чорна тура · d2 білий слон · h2 чорний кінь | b7 чорний пішак · d7 білий король · g7 чорний пішак · h7 чорна тура · g6 білий слон · h6 чорний пішак · b5 чорний пішак · d5 чорний пішак · e5 чорний пішак · f5 білий кінь · h5 білий пішак · e4 чорний король · f4 чорний пішак · c3 біла тура · f3 чорний пішак · b2 чорна тура · d2 білий слон · h2 чорний кінь | 8 |
| 7 | b7 чорний пішак · d7 білий король · g7 чорний пішак · h7 чорна тура · g6 білий слон · h6 чорний пішак · b5 чорний пішак · d5 чорний пішак · e5 чорний пішак · f5 білий кінь · h5 білий пішак · e4 чорний король · f4 чорний пішак · c3 біла тура · f3 чорний пішак · b2 чорна тура · d2 білий слон · h2 чорний кінь | b7 чорний пішак · d7 білий король · g7 чорний пішак · h7 чорна тура · g6 білий слон · h6 чорний пішак · b5 чорний пішак · d5 чорний пішак · e5 чорний пішак · f5 білий кінь · h5 білий пішак · e4 чорний король · f4 чорний пішак · c3 біла тура · f3 чорний пішак · b2 чорна тура · d2 білий слон · h2 чорний кінь | b7 чорний пішак · d7 білий король · g7 чорний пішак · h7 чорна тура · g6 білий слон · h6 чорний пішак · b5 чорний пішак · d5 чорний пішак · e5 чорний пішак · f5 білий кінь · h5 білий пішак · e4 чорний король · f4 чорний пішак · c3 біла тура · f3 чорний пішак · b2 чорна тура · d2 білий слон · h2 чорний кінь | b7 чорний пішак · d7 білий король · g7 чорний пішак · h7 чорна тура · g6 білий слон · h6 чорний пішак · b5 чорний пішак · d5 чорний пішак · e5 чорний пішак · f5 білий кінь · h5 білий пішак · e4 чорний король · f4 чорний пішак · c3 біла тура · f3 чорний пішак · b2 чорна тура · d2 білий слон · h2 чорний кінь | b7 чорний пішак · d7 білий король · g7 чорний пішак · h7 чорна тура · g6 білий слон · h6 чорний пішак · b5 чорний пішак · d5 чорний пішак · e5 чорний пішак · f5 білий кінь · h5 білий пішак · e4 чорний король · f4 чорний пішак · c3 біла тура · f3 чорний пішак · b2 чорна тура · d2 білий слон · h2 чорний кінь | b7 чорний пішак · d7 білий король · g7 чорний пішак · h7 чорна тура · g6 білий слон · h6 чорний пішак · b5 чорний пішак · d5 чорний пішак · e5 чорний пішак · f5 білий кінь · h5 білий пішак · e4 чорний король · f4 чорний пішак · c3 біла тура · f3 чорний пішак · b2 чорна тура · d2 білий слон · h2 чорний кінь | b7 чорний пішак · d7 білий король · g7 чорний пішак · h7 чорна тура · g6 білий слон · h6 чорний пішак · b5 чорний пішак · d5 чорний пішак · e5 чорний пішак · f5 білий кінь · h5 білий пішак · e4 чорний король · f4 чорний пішак · c3 біла тура · f3 чорний пішак · b2 чорна тура · d2 білий слон · h2 чорний кінь | b7 чорний пішак · d7 білий король · g7 чорний пішак · h7 чорна тура · g6 білий слон · h6 чорний пішак · b5 чорний пішак · d5 чорний пішак · e5 чорний пішак · f5 білий кінь · h5 білий пішак · e4 чорний король · f4 чорний пішак · c3 біла тура · f3 чорний пішак · b2 чорна тура · d2 білий слон · h2 чорний кінь | 7 |
| 6 | b7 чорний пішак · d7 білий король · g7 чорний пішак · h7 чорна тура · g6 білий слон · h6 чорний пішак · b5 чорний пішак · d5 чорний пішак · e5 чорний пішак · f5 білий кінь · h5 білий пішак · e4 чорний король · f4 чорний пішак · c3 біла тура · f3 чорний пішак · b2 чорна тура · d2 білий слон · h2 чорний кінь | b7 чорний пішак · d7 білий король · g7 чорний пішак · h7 чорна тура · g6 білий слон · h6 чорний пішак · b5 чорний пішак · d5 чорний пішак · e5 чорний пішак · f5 білий кінь · h5 білий пішак · e4 чорний король · f4 чорний пішак · c3 біла тура · f3 чорний пішак · b2 чорна тура · d2 білий слон · h2 чорний кінь | b7 чорний пішак · d7 білий король · g7 чорний пішак · h7 чорна тура · g6 білий слон · h6 чорний пішак · b5 чорний пішак · d5 чорний пішак · e5 чорний пішак · f5 білий кінь · h5 білий пішак · e4 чорний король · f4 чорний пішак · c3 біла тура · f3 чорний пішак · b2 чорна тура · d2 білий слон · h2 чорний кінь | b7 чорний пішак · d7 білий король · g7 чорний пішак · h7 чорна тура · g6 білий слон · h6 чорний пішак · b5 чорний пішак · d5 чорний пішак · e5 чорний пішак · f5 білий кінь · h5 білий пішак · e4 чорний король · f4 чорний пішак · c3 біла тура · f3 чорний пішак · b2 чорна тура · d2 білий слон · h2 чорний кінь | b7 чорний пішак · d7 білий король · g7 чорний пішак · h7 чорна тура · g6 білий слон · h6 чорний пішак · b5 чорний пішак · d5 чорний пішак · e5 чорний пішак · f5 білий кінь · h5 білий пішак · e4 чорний король · f4 чорний пішак · c3 біла тура · f3 чорний пішак · b2 чорна тура · d2 білий слон · h2 чорний кінь | b7 чорний пішак · d7 білий король · g7 чорний пішак · h7 чорна тура · g6 білий слон · h6 чорний пішак · b5 чорний пішак · d5 чорний пішак · e5 чорний пішак · f5 білий кінь · h5 білий пішак · e4 чорний король · f4 чорний пішак · c3 біла тура · f3 чорний пішак · b2 чорна тура · d2 білий слон · h2 чорний кінь | b7 чорний пішак · d7 білий король · g7 чорний пішак · h7 чорна тура · g6 білий слон · h6 чорний пішак · b5 чорний пішак · d5 чорний пішак · e5 чорний пішак · f5 білий кінь · h5 білий пішак · e4 чорний король · f4 чорний пішак · c3 біла тура · f3 чорний пішак · b2 чорна тура · d2 білий слон · h2 чорний кінь | b7 чорний пішак · d7 білий король · g7 чорний пішак · h7 чорна тура · g6 білий слон · h6 чорний пішак · b5 чорний пішак · d5 чорний пішак · e5 чорний пішак · f5 білий кінь · h5 білий пішак · e4 чорний король · f4 чорний пішак · c3 біла тура · f3 чорний пішак · b2 чорна тура · d2 білий слон · h2 чорний кінь | 6 |
| 5 | b7 чорний пішак · d7 білий король · g7 чорний пішак · h7 чорна тура · g6 білий слон · h6 чорний пішак · b5 чорний пішак · d5 чорний пішак · e5 чорний пішак · f5 білий кінь · h5 білий пішак · e4 чорний король · f4 чорний пішак · c3 біла тура · f3 чорний пішак · b2 чорна тура · d2 білий слон · h2 чорний кінь | b7 чорний пішак · d7 білий король · g7 чорний пішак · h7 чорна тура · g6 білий слон · h6 чорний пішак · b5 чорний пішак · d5 чорний пішак · e5 чорний пішак · f5 білий кінь · h5 білий пішак · e4 чорний король · f4 чорний пішак · c3 біла тура · f3 чорний пішак · b2 чорна тура · d2 білий слон · h2 чорний кінь | b7 чорний пішак · d7 білий король · g7 чорний пішак · h7 чорна тура · g6 білий слон · h6 чорний пішак · b5 чорний пішак · d5 чорний пішак · e5 чорний пішак · f5 білий кінь · h5 білий пішак · e4 чорний король · f4 чорний пішак · c3 біла тура · f3 чорний пішак · b2 чорна тура · d2 білий слон · h2 чорний кінь | b7 чорний пішак · d7 білий король · g7 чорний пішак · h7 чорна тура · g6 білий слон · h6 чорний пішак · b5 чорний пішак · d5 чорний пішак · e5 чорний пішак · f5 білий кінь · h5 білий пішак · e4 чорний король · f4 чорний пішак · c3 біла тура · f3 чорний пішак · b2 чорна тура · d2 білий слон · h2 чорний кінь | b7 чорний пішак · d7 білий король · g7 чорний пішак · h7 чорна тура · g6 білий слон · h6 чорний пішак · b5 чорний пішак · d5 чорний пішак · e5 чорний пішак · f5 білий кінь · h5 білий пішак · e4 чорний король · f4 чорний пішак · c3 біла тура · f3 чорний пішак · b2 чорна тура · d2 білий слон · h2 чорний кінь | b7 чорний пішак · d7 білий король · g7 чорний пішак · h7 чорна тура · g6 білий слон · h6 чорний пішак · b5 чорний пішак · d5 чорний пішак · e5 чорний пішак · f5 білий кінь · h5 білий пішак · e4 чорний король · f4 чорний пішак · c3 біла тура · f3 чорний пішак · b2 чорна тура · d2 білий слон · h2 чорний кінь | b7 чорний пішак · d7 білий король · g7 чорний пішак · h7 чорна тура · g6 білий слон · h6 чорний пішак · b5 чорний пішак · d5 чорний пішак · e5 чорний пішак · f5 білий кінь · h5 білий пішак · e4 чорний король · f4 чорний пішак · c3 біла тура · f3 чорний пішак · b2 чорна тура · d2 білий слон · h2 чорний кінь | b7 чорний пішак · d7 білий король · g7 чорний пішак · h7 чорна тура · g6 білий слон · h6 чорний пішак · b5 чорний пішак · d5 чорний пішак · e5 чорний пішак · f5 білий кінь · h5 білий пішак · e4 чорний король · f4 чорний пішак · c3 біла тура · f3 чорний пішак · b2 чорна тура · d2 білий слон · h2 чорний кінь | 5 |
| 4 | b7 чорний пішак · d7 білий король · g7 чорний пішак · h7 чорна тура · g6 білий слон · h6 чорний пішак · b5 чорний пішак · d5 чорний пішак · e5 чорний пішак · f5 білий кінь · h5 білий пішак · e4 чорний король · f4 чорний пішак · c3 біла тура · f3 чорний пішак · b2 чорна тура · d2 білий слон · h2 чорний кінь | b7 чорний пішак · d7 білий король · g7 чорний пішак · h7 чорна тура · g6 білий слон · h6 чорний пішак · b5 чорний пішак · d5 чорний пішак · e5 чорний пішак · f5 білий кінь · h5 білий пішак · e4 чорний король · f4 чорний пішак · c3 біла тура · f3 чорний пішак · b2 чорна тура · d2 білий слон · h2 чорний кінь | b7 чорний пішак · d7 білий король · g7 чорний пішак · h7 чорна тура · g6 білий слон · h6 чорний пішак · b5 чорний пішак · d5 чорний пішак · e5 чорний пішак · f5 білий кінь · h5 білий пішак · e4 чорний король · f4 чорний пішак · c3 біла тура · f3 чорний пішак · b2 чорна тура · d2 білий слон · h2 чорний кінь | b7 чорний пішак · d7 білий король · g7 чорний пішак · h7 чорна тура · g6 білий слон · h6 чорний пішак · b5 чорний пішак · d5 чорний пішак · e5 чорний пішак · f5 білий кінь · h5 білий пішак · e4 чорний король · f4 чорний пішак · c3 біла тура · f3 чорний пішак · b2 чорна тура · d2 білий слон · h2 чорний кінь | b7 чорний пішак · d7 білий король · g7 чорний пішак · h7 чорна тура · g6 білий слон · h6 чорний пішак · b5 чорний пішак · d5 чорний пішак · e5 чорний пішак · f5 білий кінь · h5 білий пішак · e4 чорний король · f4 чорний пішак · c3 біла тура · f3 чорний пішак · b2 чорна тура · d2 білий слон · h2 чорний кінь | b7 чорний пішак · d7 білий король · g7 чорний пішак · h7 чорна тура · g6 білий слон · h6 чорний пішак · b5 чорний пішак · d5 чорний пішак · e5 чорний пішак · f5 білий кінь · h5 білий пішак · e4 чорний король · f4 чорний пішак · c3 біла тура · f3 чорний пішак · b2 чорна тура · d2 білий слон · h2 чорний кінь | b7 чорний пішак · d7 білий король · g7 чорний пішак · h7 чорна тура · g6 білий слон · h6 чорний пішак · b5 чорний пішак · d5 чорний пішак · e5 чорний пішак · f5 білий кінь · h5 білий пішак · e4 чорний король · f4 чорний пішак · c3 біла тура · f3 чорний пішак · b2 чорна тура · d2 білий слон · h2 чорний кінь | b7 чорний пішак · d7 білий король · g7 чорний пішак · h7 чорна тура · g6 білий слон · h6 чорний пішак · b5 чорний пішак · d5 чорний пішак · e5 чорний пішак · f5 білий кінь · h5 білий пішак · e4 чорний король · f4 чорний пішак · c3 біла тура · f3 чорний пішак · b2 чорна тура · d2 білий слон · h2 чорний кінь | 4 |
| 3 | b7 чорний пішак · d7 білий король · g7 чорний пішак · h7 чорна тура · g6 білий слон · h6 чорний пішак · b5 чорний пішак · d5 чорний пішак · e5 чорний пішак · f5 білий кінь · h5 білий пішак · e4 чорний король · f4 чорний пішак · c3 біла тура · f3 чорний пішак · b2 чорна тура · d2 білий слон · h2 чорний кінь | b7 чорний пішак · d7 білий король · g7 чорний пішак · h7 чорна тура · g6 білий слон · h6 чорний пішак · b5 чорний пішак · d5 чорний пішак · e5 чорний пішак · f5 білий кінь · h5 білий пішак · e4 чорний король · f4 чорний пішак · c3 біла тура · f3 чорний пішак · b2 чорна тура · d2 білий слон · h2 чорний кінь | b7 чорний пішак · d7 білий король · g7 чорний пішак · h7 чорна тура · g6 білий слон · h6 чорний пішак · b5 чорний пішак · d5 чорний пішак · e5 чорний пішак · f5 білий кінь · h5 білий пішак · e4 чорний король · f4 чорний пішак · c3 біла тура · f3 чорний пішак · b2 чорна тура · d2 білий слон · h2 чорний кінь | b7 чорний пішак · d7 білий король · g7 чорний пішак · h7 чорна тура · g6 білий слон · h6 чорний пішак · b5 чорний пішак · d5 чорний пішак · e5 чорний пішак · f5 білий кінь · h5 білий пішак · e4 чорний король · f4 чорний пішак · c3 біла тура · f3 чорний пішак · b2 чорна тура · d2 білий слон · h2 чорний кінь | b7 чорний пішак · d7 білий король · g7 чорний пішак · h7 чорна тура · g6 білий слон · h6 чорний пішак · b5 чорний пішак · d5 чорний пішак · e5 чорний пішак · f5 білий кінь · h5 білий пішак · e4 чорний король · f4 чорний пішак · c3 біла тура · f3 чорний пішак · b2 чорна тура · d2 білий слон · h2 чорний кінь | b7 чорний пішак · d7 білий король · g7 чорний пішак · h7 чорна тура · g6 білий слон · h6 чорний пішак · b5 чорний пішак · d5 чорний пішак · e5 чорний пішак · f5 білий кінь · h5 білий пішак · e4 чорний король · f4 чорний пішак · c3 біла тура · f3 чорний пішак · b2 чорна тура · d2 білий слон · h2 чорний кінь | b7 чорний пішак · d7 білий король · g7 чорний пішак · h7 чорна тура · g6 білий слон · h6 чорний пішак · b5 чорний пішак · d5 чорний пішак · e5 чорний пішак · f5 білий кінь · h5 білий пішак · e4 чорний король · f4 чорний пішак · c3 біла тура · f3 чорний пішак · b2 чорна тура · d2 білий слон · h2 чорний кінь | b7 чорний пішак · d7 білий король · g7 чорний пішак · h7 чорна тура · g6 білий слон · h6 чорний пішак · b5 чорний пішак · d5 чорний пішак · e5 чорний пішак · f5 білий кінь · h5 білий пішак · e4 чорний король · f4 чорний пішак · c3 біла тура · f3 чорний пішак · b2 чорна тура · d2 білий слон · h2 чорний кінь | 3 |
| 2 | b7 чорний пішак · d7 білий король · g7 чорний пішак · h7 чорна тура · g6 білий слон · h6 чорний пішак · b5 чорний пішак · d5 чорний пішак · e5 чорний пішак · f5 білий кінь · h5 білий пішак · e4 чорний король · f4 чорний пішак · c3 біла тура · f3 чорний пішак · b2 чорна тура · d2 білий слон · h2 чорний кінь | b7 чорний пішак · d7 білий король · g7 чорний пішак · h7 чорна тура · g6 білий слон · h6 чорний пішак · b5 чорний пішак · d5 чорний пішак · e5 чорний пішак · f5 білий кінь · h5 білий пішак · e4 чорний король · f4 чорний пішак · c3 біла тура · f3 чорний пішак · b2 чорна тура · d2 білий слон · h2 чорний кінь | b7 чорний пішак · d7 білий король · g7 чорний пішак · h7 чорна тура · g6 білий слон · h6 чорний пішак · b5 чорний пішак · d5 чорний пішак · e5 чорний пішак · f5 білий кінь · h5 білий пішак · e4 чорний король · f4 чорний пішак · c3 біла тура · f3 чорний пішак · b2 чорна тура · d2 білий слон · h2 чорний кінь | b7 чорний пішак · d7 білий король · g7 чорний пішак · h7 чорна тура · g6 білий слон · h6 чорний пішак · b5 чорний пішак · d5 чорний пішак · e5 чорний пішак · f5 білий кінь · h5 білий пішак · e4 чорний король · f4 чорний пішак · c3 біла тура · f3 чорний пішак · b2 чорна тура · d2 білий слон · h2 чорний кінь | b7 чорний пішак · d7 білий король · g7 чорний пішак · h7 чорна тура · g6 білий слон · h6 чорний пішак · b5 чорний пішак · d5 чорний пішак · e5 чорний пішак · f5 білий кінь · h5 білий пішак · e4 чорний король · f4 чорний пішак · c3 біла тура · f3 чорний пішак · b2 чорна тура · d2 білий слон · h2 чорний кінь | b7 чорний пішак · d7 білий король · g7 чорний пішак · h7 чорна тура · g6 білий слон · h6 чорний пішак · b5 чорний пішак · d5 чорний пішак · e5 чорний пішак · f5 білий кінь · h5 білий пішак · e4 чорний король · f4 чорний пішак · c3 біла тура · f3 чорний пішак · b2 чорна тура · d2 білий слон · h2 чорний кінь | b7 чорний пішак · d7 білий король · g7 чорний пішак · h7 чорна тура · g6 білий слон · h6 чорний пішак · b5 чорний пішак · d5 чорний пішак · e5 чорний пішак · f5 білий кінь · h5 білий пішак · e4 чорний король · f4 чорний пішак · c3 біла тура · f3 чорний пішак · b2 чорна тура · d2 білий слон · h2 чорний кінь | b7 чорний пішак · d7 білий король · g7 чорний пішак · h7 чорна тура · g6 білий слон · h6 чорний пішак · b5 чорний пішак · d5 чорний пішак · e5 чорний пішак · f5 білий кінь · h5 білий пішак · e4 чорний король · f4 чорний пішак · c3 біла тура · f3 чорний пішак · b2 чорна тура · d2 білий слон · h2 чорний кінь | 2 |
| 1 | b7 чорний пішак · d7 білий король · g7 чорний пішак · h7 чорна тура · g6 білий слон · h6 чорний пішак · b5 чорний пішак · d5 чорний пішак · e5 чорний пішак · f5 білий кінь · h5 білий пішак · e4 чорний король · f4 чорний пішак · c3 біла тура · f3 чорний пішак · b2 чорна тура · d2 білий слон · h2 чорний кінь | b7 чорний пішак · d7 білий король · g7 чорний пішак · h7 чорна тура · g6 білий слон · h6 чорний пішак · b5 чорний пішак · d5 чорний пішак · e5 чорний пішак · f5 білий кінь · h5 білий пішак · e4 чорний король · f4 чорний пішак · c3 біла тура · f3 чорний пішак · b2 чорна тура · d2 білий слон · h2 чорний кінь | b7 чорний пішак · d7 білий король · g7 чорний пішак · h7 чорна тура · g6 білий слон · h6 чорний пішак · b5 чорний пішак · d5 чорний пішак · e5 чорний пішак · f5 білий кінь · h5 білий пішак · e4 чорний король · f4 чорний пішак · c3 біла тура · f3 чорний пішак · b2 чорна тура · d2 білий слон · h2 чорний кінь | b7 чорний пішак · d7 білий король · g7 чорний пішак · h7 чорна тура · g6 білий слон · h6 чорний пішак · b5 чорний пішак · d5 чорний пішак · e5 чорний пішак · f5 білий кінь · h5 білий пішак · e4 чорний король · f4 чорний пішак · c3 біла тура · f3 чорний пішак · b2 чорна тура · d2 білий слон · h2 чорний кінь | b7 чорний пішак · d7 білий король · g7 чорний пішак · h7 чорна тура · g6 білий слон · h6 чорний пішак · b5 чорний пішак · d5 чорний пішак · e5 чорний пішак · f5 білий кінь · h5 білий пішак · e4 чорний король · f4 чорний пішак · c3 біла тура · f3 чорний пішак · b2 чорна тура · d2 білий слон · h2 чорний кінь | b7 чорний пішак · d7 білий король · g7 чорний пішак · h7 чорна тура · g6 білий слон · h6 чорний пішак · b5 чорний пішак · d5 чорний пішак · e5 чорний пішак · f5 білий кінь · h5 білий пішак · e4 чорний король · f4 чорний пішак · c3 біла тура · f3 чорний пішак · b2 чорна тура · d2 білий слон · h2 чорний кінь | b7 чорний пішак · d7 білий король · g7 чорний пішак · h7 чорна тура · g6 білий слон · h6 чорний пішак · b5 чорний пішак · d5 чорний пішак · e5 чорний пішак · f5 білий кінь · h5 білий пішак · e4 чорний король · f4 чорний пішак · c3 біла тура · f3 чорний пішак · b2 чорна тура · d2 білий слон · h2 чорний кінь | b7 чорний пішак · d7 білий король · g7 чорний пішак · h7 чорна тура · g6 білий слон · h6 чорний пішак · b5 чорний пішак · d5 чорний пішак · e5 чорний пішак · f5 білий кінь · h5 білий пішак · e4 чорний король · f4 чорний пішак · c3 біла тура · f3 чорний пішак · b2 чорна тура · d2 білий слон · h2 чорний кінь | 1 |
|   | a | b | c | d | e | f | g | h |   |

FEN: 8/1p1K2pr/6Bp/1p1ppN1P/4kp2/2R2p2/1r1B3n/8
1. Kc7! ~ Zz

1. ... Rb1 2. Se3+   Kd4 3. Sc2#
1. ... Ra2 2. Sd6++ Kd4 3. Sb5#
1. ... Sg4 2. Sh4+   Kd4 3. Sxf3#
1. ... Rh8 2. Sxg7+  Kd4 3. Se6#
1. ... f2    2. Sg3++ Kd4 3. Sxf3#
1. ... b6    2. Se7+  Kd4 3. Sc6#